# Yie Ar Kung-Fu
Yie Ar Kung-Fu (イー・アル・カンフー Ī Aru Kanfū?) es un videojuego de lucha en el que el protagonista, llamado Oolong, lucha contra maestros de artes marciales. Fue desarrollado por Imagine Entertainment y Konami y publicado en 1985.
Fue originalmente lanzado para máquinas arcade, y portado posteriormente para varias plataformas: MSX, Amstrad CPC, Famicom, Commodore 64 y ZX Spectrum.

## Yie Ar Kung-Fu como pionero
Yie Ar Kung-Fu marcó un hito en el género: los controles permitían diversas combinaciones que se traducían en distintos ataques y movimientos, además de que cada enemigo tenía sus propias técnicas y puntos débiles específicos. El juego realmente funcionó y fue precedente de Street Fighter y muchos más.

## Personajes

### Personajes en la versión arcade
Los personajes que funcionan como contricantes en la versión arcade y la mayoría de las versiones para videoconsolas, en orden de pelea, son:
- Buchu, el primer contrincante en el primer reto. Bucho es un luchador de sumo que salta intentando aplastar al jugador y no usa armas para pelear. Es de contextura grande pero también es lento en sus movimientos. Cuando recibe un golpe en los genitales realiza una expresión divertida.
- Star, la primera contricante femenina en aparecer. Star es una joven ninja vestida de rosa; lanza shurikens y sus golpes a corta distancia son rápidos. Su aspecto es semejante al que tendría Chun-li de Street Fighter II.
- Nuncha, vestido con un keikogi amarillo, ataca usando nunchakus.
- Pole es un hombre de baja estatura que ataca usando un gran bō. También usa su arma como una garrocha ganando velocidad en sus movimientos.
- Feedle es básicamente una prueba de resistencia para Oolong. Feedle no porta armas pero puede dividirse en tres individuos. Para ganar, el jugador debe vencer a los tres Feedle.
- Chain es el primer contrincante del segundo reto. Es un hombre de contextura grande que porta una cadena gigante con un garra en su punta. Aparece al final del primer reto en la versión para Commodore 64.
- Club usa un lucero del alba y posee un guante en su brazo izquierdo que funciona como escudo de los ataques de Oolong.
- Fan es otra mujer guerrera que viste un qipao que la hace ver más femenina que a Star. Fan lanza abanicos de acero como si fueran shurikens pero rara vez recurre a los golpes.
- Sword, un peligroso guerrero que porta un sable Dao.
- Tonfun, un contricante rápido que ataca usando dos tonfas.
- Blues, un personaje idéntico a Oolong tanto en su apariencia como en sus movimientos. En la versión para BBC Micro, Blues es reemplazado por un segundo encuentro contra Feedle. Blues también hace referencia en cierto modo a Bruce Lee, dado que la pronunciación Blues en japonés suena de forma muy similar a Bruce.

Al derrotar a Blues, el juego vuelve a comenzar nuevamente con Buchu.

### Personajes en la versión de Nintendo Entertainment System y MSX
Las versiones para Nintendo Entertainment System y MSX presentan diferentes personajes. El protagonista se llama Lee y enfrenta a cinco contricantes:
- Wang que porta un bo. A diferencia de Pole, no utiliza su arma para ganar velocidad.
- Tao, físicamente parecido a Feedle, dispara pequeñas bolas de fuego de manera similar a Star.
- Chen, idéntico a Chain.
- Lang, similar a Star, pero sus movimientos y su lanzamiento de Shurikens son más rápidos.
- Mu, que puede volar horizontalmente de manera similar a Raiden de Mortal Kombat o Edmond Honda de Street Fighter II.

Después de vencer a Chen se accede a una escena de bónus en que se deben golpear objetos lanzados hacía el protagonista para obtener puntos.

### Personajes ocultos en la versión de Gameboy Advance
El juego fue incluido junto a otros en Konami Collector's Series: Arcade Advanced para Gameboy Advance. En esta versión existen dos personajes ocultos en el modo de juego para dos jugadores:
- Bishoo, una mujer vestida de blanco que ataca con dagas.
- Clayman, un golem que ataca con una espada aún más grande que la de Sword.

### Personajes ocultos en la versión de teléfono móvil
- Katana, un samurái que ataca con katana.

## Trivia
- Yie-Ar se pronuncia (Yee-Err). Significa uno-dos en idioma chino y generalmente se escribe yi-er.
- Star y Fan son consideradas las primeras mujeres guerreras en un videojuego, antes que Chun-Li en Street Fighter II.
- Lee hace un cameo en el juego Sexy Parodius.
- Lee hace un cameo en el manga y el anime High Score Girl.

## Secuela
- Imagine Entertainment publicó en 1986 una secuela de este juego titulada Yie Ar Kung-Fu II: The Emperor Yie-Gah,